# An Inspector Calls (1954)
An Inspector Calls is een Britse misdaadfilm uit 1954 onder regie van Guy Hamilton. Het scenario is gebaseerd op het gelijknamige toneelstuk uit 1945 van de Britse auteur J.B. Priestley.

## Verhaal
In 1912 verstoort inspecteur Poole het diner van een rijke familie. Hij vertelt hun dat een jonge vrouw met de naam Eva Smith dood is aangetroffen; ze heeft zelfmoord gepleegd. Het slachtoffer behoorde tot de arbeidersklasse, maar het blijkt dat ze banden had met ieder lid van de familie. Allen zijn ze op hun manier medeverantwoordelijk voor haar dood.

## Rolverdeling
| Acteur            | Personage        |
| ----------------- | ---------------- |
| Alastair Sim      | Inspecteur Poole |
| Olga Lindo        | Mevrouw Birling  |
| Arthur Young      | Mijnheer Birling |
| Brian Worth       | Gerald Croft     |
| Eileen Moore      | Sheila           |
| Bryan Forbes      | Eric             |
| Jane Wenham       | Eva Smith        |
| George Woodbridge | Buffethouder     |
| Barbara Everest   | Comitélid        |
| Charles Saynor    | Politieagent     |
| Olwen Brookes     | Juffrouw Francis |
| John Welsh        | Afdelingschef    |
| Frances Gowens    | Klein meisje     |